# Ulérythème ophriogène
 Mise en garde médicale
L'ulérythème ophriogène (en anglais : ulerythema ophryogenes, en latin : ulerythema ophryogenesis ou aussi Keratosis pilaris atrophicans faciei) est une dermatose rare (environ 200 000 cas aux États-Unis) encore très peu étudiée au niveau mondial. Elle est aujourd'hui souvent considérée comme une maladie dite « orpheline ».
Dans le souhait d'une évolution de la terminologie dermatologique francophone, on tend aujourd'hui à remplacer la locution « ulérythème ophriogène » par « kératose pilaire rouge atrophiante » ou mieux, « kératose folliculaire rouge atrophiante ».

## Terminologie
Que ce soit en latin ou en anglais, la même affection est décrite sous des termes variés :
- Amelogenesis imperfecta, hypoplastic/hypomaturation, x-linked 2
- Atrophodermia reticulata
- Atrophodermia reticulata symmetrica faciei
- Atrophodermia vermiculata
- Folliculitis ulerythematosa
- Folliculitis ulerythematosa reticulata
- Honeycomb atrophy
- Keratosis pilaris
- Keratosis pilaris atrophicans facies
- Burnett Schwartz Berberian syndrome
- Ulerythema ophryogenes
- Ulerythema ophryogenes with multiple congenital anomalies
- Ulerythema ophryogenesis

## Description, épidémiologie
Cette maladie se caractérise par un érythème réticulé et kératosique : son signe le plus pathognomonique est une perte des poils des sourcils, qui commence par les faces latérales. Elle est associée à une kératose pilaire simple ou rouge, gagnant souvent les zones adjacentes, c'est-à-dire les joues (rougeurs permanentes). Cette dépilation des sourcils est définitive: les poils ne repoussent pas.
Cette maladie touche le plus souvent des enfants (parfois présente dès la prime enfance, avant 6 ans) et des jeunes adultes, garçons ou filles, et aurait plutôt tendance, avec l'âge, à ne pas s'étendre et à se stabiliser, voire à s'améliorer (uniquement pour l'aspect granuleux et les rougeurs de la peau, les poils ne repoussant pas). 
Bien que cette pathologie ne fasse pas souffrir le patient physiquement, le fait qu'elle touche directement le faciès de l'individu, et donc l'intégrité esthétique, produit des conséquences psychologiques graves (en fonction du degrés d'atteinte) et sous-estimées, dans une société où l'image règle la majorité des rapports humains.
Le sourcil fait partie de la communication non-verbale, permet de souligner le regard, d'exprimer ses sentiments et de créer le "tact" visuel avec les autres. Lorsque celui-ci est atteint, la vie sociale de l'individu s'en trouve donc modifiée à sa défaveur (perte de virilité, asymétrie du visage, perte de séduction, incompréhension de l'entourage croyant à une épilation volontaire, harcèlement, etc.) . La présence de rougeur, en plus de l'alopécie, ne fait qu’aggraver la situation. Une exclusion sociale est souvent conséquente à cette maladie car le moindre regard de quelqu'un "fronçant les sourcils" est vécu comme une agression, le sujet de pouvant pas répondre avec ses propres moyens.
Nombre de dermatologues peuvent ainsi poser un bon diagnostic, mais ne considèrent pas cette pathologie comme handicapante et exigeant un traitement, ne fut-il qu'esthétique. Il n'est pourtant qu'à consulter quelques forums de dermatologie, francophones ou anglophones, pour s'apercevoir de la souffrance des patients et de la popularité des contributions. Cette dernière contraste avec le faible avancement scientifique relatif à cette pathologie.
Par ailleurs, il faut aussi noter que quelques cas d'ulérythème ophriogène sont parfois corrélés avec d'autres signes cliniques (comme un dysfonctionnement thyroïdien, une arriération mentale...), dans le cadre de maladies congénitales rares : syndrome de Noonan, syndrome de Cornelia de Lange, syndrome de Rubinstein-Taybi…

## Cause probable
Les rares chercheurs s'étant penchés sur cette maladie pensent qu'elle serait en grande partie d'origine génétique, à la suite d'une anomalie située sur le chromosome 18. Pour les anglo-saxons, elle est donc classifiée comme un type de « génodermatose ».

## Traitements
Aucun traitement pharmaceutique n'existe pour cette pathologie pour ce qui est de la rougeur ou de l'alopécie.
Pour l'aspect kératosique (granuleux) de la peau, l'usage de produits émollients et exfoliants à base d'urée est recommandé. Les produits à base de corticoïdes ou d'acide salicylique doivent être utilisés très précautionneusement et sous avis médical. Du reste, outre certaines préparations officinales qui sont encore remboursées, la quasi-totalité des traitements sortant des laboratoires pharmaceutiques (crèmes, pommades...) demeurent non remboursés.
Pour les rougeurs (érythème), un traitement au laser colorant pulsé est souvent assez efficace, mais demeure cher, non remboursé, et nécessite l'intervention d'un dermatologue expérimenté. La rougeur finit par revenir à son état initial au bout de quelques années, le traitement n'est donc que temporaire et à renouveler durant le reste de la vie.
L'exposition solaire, même si elle peut camoufler temporairement les rougeurs (avec le bronzage) et adoucir un peu la rugosité de la peau, n'est pas recommandée sans une protection UV efficace. Il faut également éviter les frottements car la peau réagit instantanément aux agressions extérieures de manière violente par "flush".
Pour l'alopécie des sourcils, il est "possible" d'effectuer une greffe. Cependant, la prédisposition génétique de la zone entraînera (inévitablement ?) de nouveau une nouvelle alopécie au bout d'un certain temps. De plus, comme la rougeur revient, la greffe ne sera concluante que si la densité permet de "cacher" la peau sous-jacente, d'où une prestation élevée auprès du chirurgien compétent. 
Aucun traitement n'est donc définitif, la médecine esthétique est elle-même impuissante car la dermatose est une prédisposition génétique chronique qui ne peut pas être changée. Avec un budget important, il est possible de réduire la rougeur et d'augmenter la densité de poils, mais seulement de manière temporaire.